# قرار مجلس الأمن التابع للأمم المتحدة رقم 1121
قرار مجلس الأمن التابع للأمم المتحدة رقم 1121، المتخذ بالإجماع في 22 تموز / يوليو 1997، بعد التذكير بأن صون السلم والأمن الدوليين هو أحد الأغراض الرئيسية للأمم المتحدة، أنشأ المجلس ميدالية داغ همرشولد، التي سميت باسم الأمين العام الثاني داغ همرشولد، مُنحت بعد وفاته لقوات حفظ السلام التابعة للأمم المتحدة.
وأشار المجلس إلى أن جائزة نوبل للسلام لعام 1988 مُنحت لحفظة السلام التابعين للأمم المتحدة. واعترف بأن أكثر من 1500 فرد من 85 دولة لقوا حتفهم في عمليات حفظ السلام وأن وسام داغ همرشولد سيكون بمثابة تكريم لتضحياتهم. طُلب من الأمين العام كوفي عنان وضع معايير وإجراءات لمنح الميدالية، وطُلب من الدول الأخرى التعاون في تقديمها.

## روابط خارجية
- نص القرار في undocs.org